# Pulvinaria torreyae
Pulvinaria torreyae är en insektsart som beskrevs av Takahashi 1956. Pulvinaria torreyae ingår i släktet Pulvinaria och familjen skålsköldlöss. Inga underarter finns listade i Catalogue of Life.